# Juan Cornwall
Juan Cornwall, Baron de Fanhope y Milbroke, (c. 1364-11 de diciembre de 1443). Noble inglés, hijo de Juan Cornwall y bisnieto del duque de Bretaña. Participó en la victoriosa campaña de Enrique V contra Francia y se distinguió en la batalla de Agincourt, uno de los enfrentamientos más importantes de la guerra de los Cien Años.

## Su vida
Sir Juan Cornwall nació a bordo de un buque fondeado en la bahía de Mount´s Bay, (Cornualles) en 1364. 
En 1400 se casó con Isabel Plantagenet, hija de Juan de Gante y duquesa de Exeter.
En 1410 fue nombrado Caballero y recibió la Orden de la Jarretera, para obtener después las baronías de Fanhope y Milbroke. Ambos títulos se extinguieron tras su muerte, porque, aunque reconoció a sus hijos ilegítimos Juan y Tomás, no se les permitió conservar los títulos de su padre.
Juan de Cornwall, murió a los 79 años de edad.

## Sus logros militares
Juan acompañó a Enrique V en la campaña contra Francia de 1415, participando en el asedio a la fortaleza de Harfleur que dominaba el estuario del Sena. Consciente de que era vital ocupar la plaza (llave para salir de Francia una vez victoriosos), Cornwall combatió allí hasta que Harfleur se rindió.
Logrado esto, recibió de Enrique V la orden de encabezar la marcha de las tropas hacia Agincourt, acompañado por Sir Gilberto de Umfravielle. Pero para ello debían cruzar el río Somme, fuertemente custodiado por el enemigo.
Juntos, Cornwall y Umfravielle descubrieron unos vados practicables que no estaban defendidos por las fuerzas francesas comandadas por el comandante d´Albret. Así, la vanguardia del ejército inglés a las órdenes de ambos señores comenzó a atravesar el río a las 8 de la mañana del 19 de octubre de 1415, completando el cruce al mediodía. Lo siguió la fuerza principal, que terminó de pasar al atardecer, sólo para recibir varios ataques de la caballería francesa que fueron repelidos por Cornwall.
En Agincourt, sir Juan ubicó su estandarte junto al del rey y los señores más importantes, y comandó la vanguardia inglesa (nuevamente en colaboración con sir Gilberto). Rechazó con éxito varios ataques de la caballería francesa sobre los arqueros de su sector, lo que resultó crucial para la victoria de su bando. En uno de estos lances, mientras los franceses cargaban sobre el flanco izquierdo inglés, el conde Luis de Vendôme fue derribado de su caballo y cayó a los pies de Cornwall, que lo hizo prisionero. Al concluir la batalla, vendió su prisionero a su rey Enrique V, quien se encargó de cobrar por su vida un suculento rescate a sus parientes.
Sir Juan de Cornwall se hizo rico y poderoso en Agincourt, salvando las vidas de los nobles capturados (que iban a ser ejecutados por Enrique) y canjeándolos luego por cuantiosos rescates en oro, joyas y caballos. 
Con el dinero obtenido en la batalla hizo construir el castillo de Ampthill (en Bedfordshire, Inglaterra) donde, en 1533 se refugió Catalina de Aragón durante la larga disputa de su divorcio del rey Enrique VIII.